# Eschershausen
Eschershausen är en stad i Landkreis Holzminden i förbundslandet Niedersachsen i Tyskland.
Staden ingår i kommunalförbundet Samtgemeinde Eschershausen-Stadtoldendorf tillsammans med ytterligare tio kommuner.